# Río Conlara
El río Conlara es un curso de agua del noreste de la provincia argentina de San Luis.
Es el río más importante del Valle de Conlara.
Tiene sus orígenes en el centro-este de las Sierras de San Luis y recorre gran parte de sus 180 km de longitud, en dirección de sur a norte.
Luego de atravesar Paso Grande se orienta hacia el este, para luego girar al norte, corriendo paralelamente a las sierras de San Luis. Recorre el valle que lleva su mismo nombre entre la Sierra de Comechingones al este y Sierras de San Luis al oeste, el valle presenta un marcado desnivel de sur a norte, causado por la estructura  del Cerro El Morro, que es parte de la denominada Faja Volcánica Terciaria, y se ubica a unos 45 km al norte de Villa Mercedes.
En su curso medio recibe las aguas de los arroyos Los Molles y Piedras Bayas que confluyen en el Embalse San Felipe, unos 11 km al sur de la localidad de Renca.
Luego de allí corre hacia el norte siguiendo una línea de falla, atravesando Renca, Tilisarao, San Pablo, Concarán la capital del Departamento Chacabuco, la cual tiene muchos canales cuyas aguas provienen del Río Conlara, Santa Rosa y parajes menores para concluir en los Bañados de Las Cañadas donde sus aguas pasan a ser subterráneas.

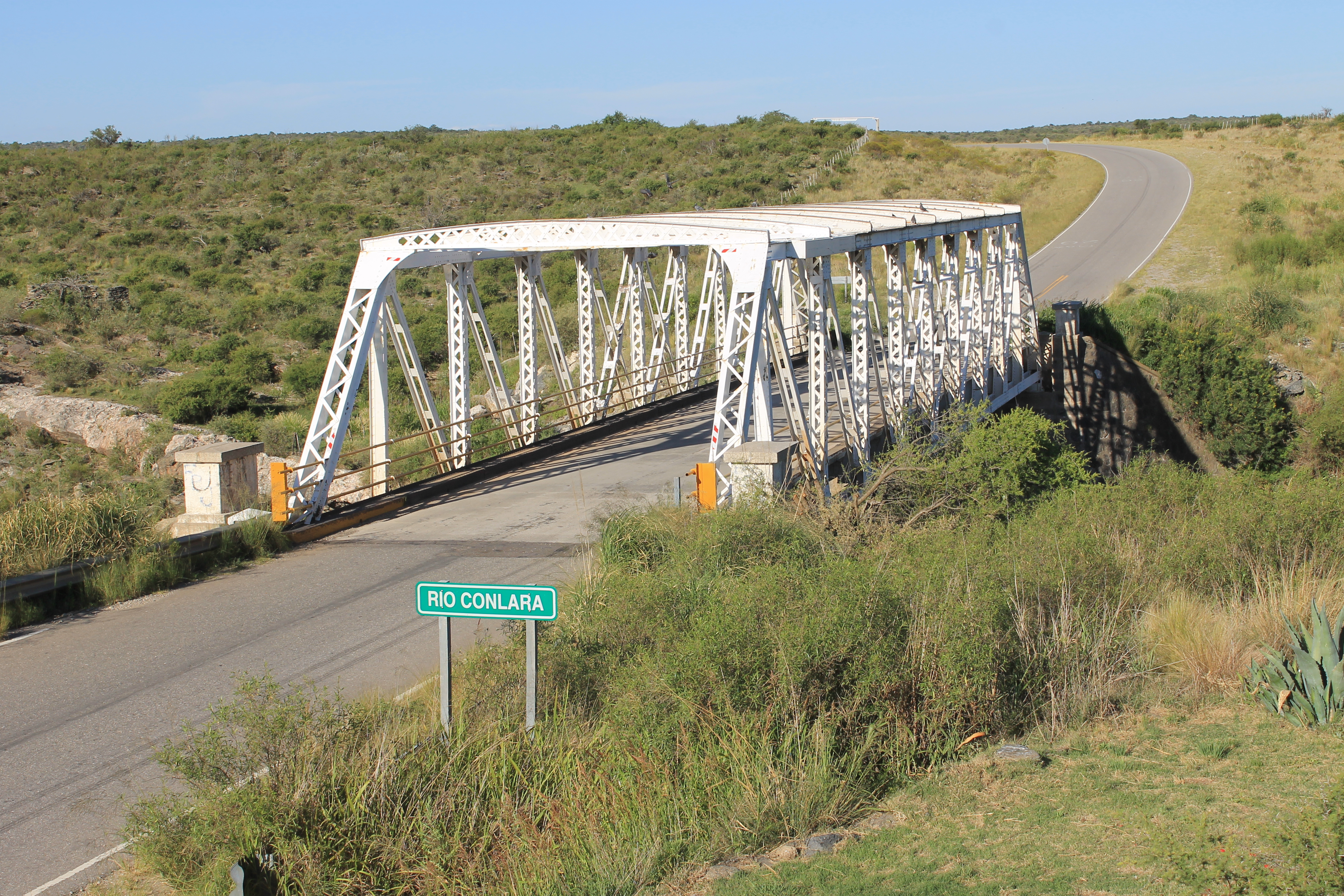
Puente Ruta 2 sobre el Río Conlara

En su curso final forma el límite entre las provincias de San Luis y Córdoba. Posee como afluentes a los arroyos Luluara y Chuntusa.
- Datos: Q2884136